# Tamarix canariensis
Espèce
Classification phylogénétique
Synonymes
- Tamarix brachystilis J.Gay ex Batt., 1889[1]
- Tamarix esperanzana Pau & Villar, 1927[1]
- Tamarix gallica var. canariensis (Willd.) Ehrenb., 1827[1]
- Tamarix gallica auct. non L., 1753[1]
- Tamarix lagunae Caball., 1915[1]
- Tamarix riojana Sennen & Elías, 1928[1]
- Tamarix siretii Sennen, 1932[1]

Tamarix canariensis, le Tamaris des Canaries, est une espèce de plante de la famille des Tamaricaceae et du genre Tamarix.

## Description
Le tamaris des Canaries est un petit arbre aux branches violettes ou brun rougeâtre. Les feuilles possèdent de nombreuses glandes sécrétant du sel. Les bractées sont égales ou plus grandes que le calice. Le disque nectarifère est charnu, d'où naissent 5 étamines.
Il fleurit au printemps et en été.

## Répartition
Tamarix canariensis est présent autour de la Méditerranée occidentale et dans les îles Canaries.
Il se développe dans les sols salins du littoral et de l'intérieur des terres, dans les dépressions et au bord des cours d'eau.

## Parasitologie
La fleur a pour parasite Merulempista turturella (en). Le fruit a pour parasites Corimalia martini et Corimalia lunulata. La feuille a pour parasites Laparocerus rasus, Chiasmia aestimaria (pt), Atomoscelis noualhieri, Tuponia longipennis, Tuponia pictiscutum, Clytie illunaris (en), Scopula minorata, Diorhabda sublineata (en), Apterygothrips neolongiceps, Spoladea recurvalis, Ornativalva plutelliformis, Agdistis tamaricis, Ornativalva pseudotamariciella (en), Macrosiphum euphorbiae. La tige a pour parasites Istrianis myricariella (en), Chionaspis etrusca, Parapodia sinaica (en), Brachyunguis tamaricis (sv), Psectrosema provinciale (sv).
Elle a pour prédateur la fourmi Eupelmus muellneri (sv).